# Aedes mattinglyi
Aedes mattinglyi är en tvåvingeart som beskrevs av Hamon och Rickenbach 1954. Aedes mattinglyi ingår i släktet Aedes och familjen stickmyggor. Inga underarter finns listade i Catalogue of Life.